# Püspöki palota (Sümeg)
A Püspöki Palota 1748-1755 között épült, barokk stílusú palota a Veszprém vármegyei Sümeg városában, a magyarországi barokk építészet kiemelkedő alkotása. 1755-1775 között a veszprémi püspökök lakhelye.  a Hagyományos provinciális barokk stílusban épült, eredeti építészeti- és festészeti értékei kiemelkedők voltak, az idők során azonban freskói, szép bútorai, kályhái, stukkói, értékes festménygyűjteménye elkallódtak vagy megsemmisültek, könyvtártermének bútorzatát az Iparművészeti Múzeumba szállították. A palota egyes részei – így a képtár – felújított állapotban múzeumként látogatható, épülettömegének legnagyobb része – szinte romosan – még restaurálásra vár. Képtárában ma főleg 19. század végi, 20. század eleji színvonalas festmények láthatók. Ma az egyetlen közkézen levő barokk püspöki palota Magyarországon.

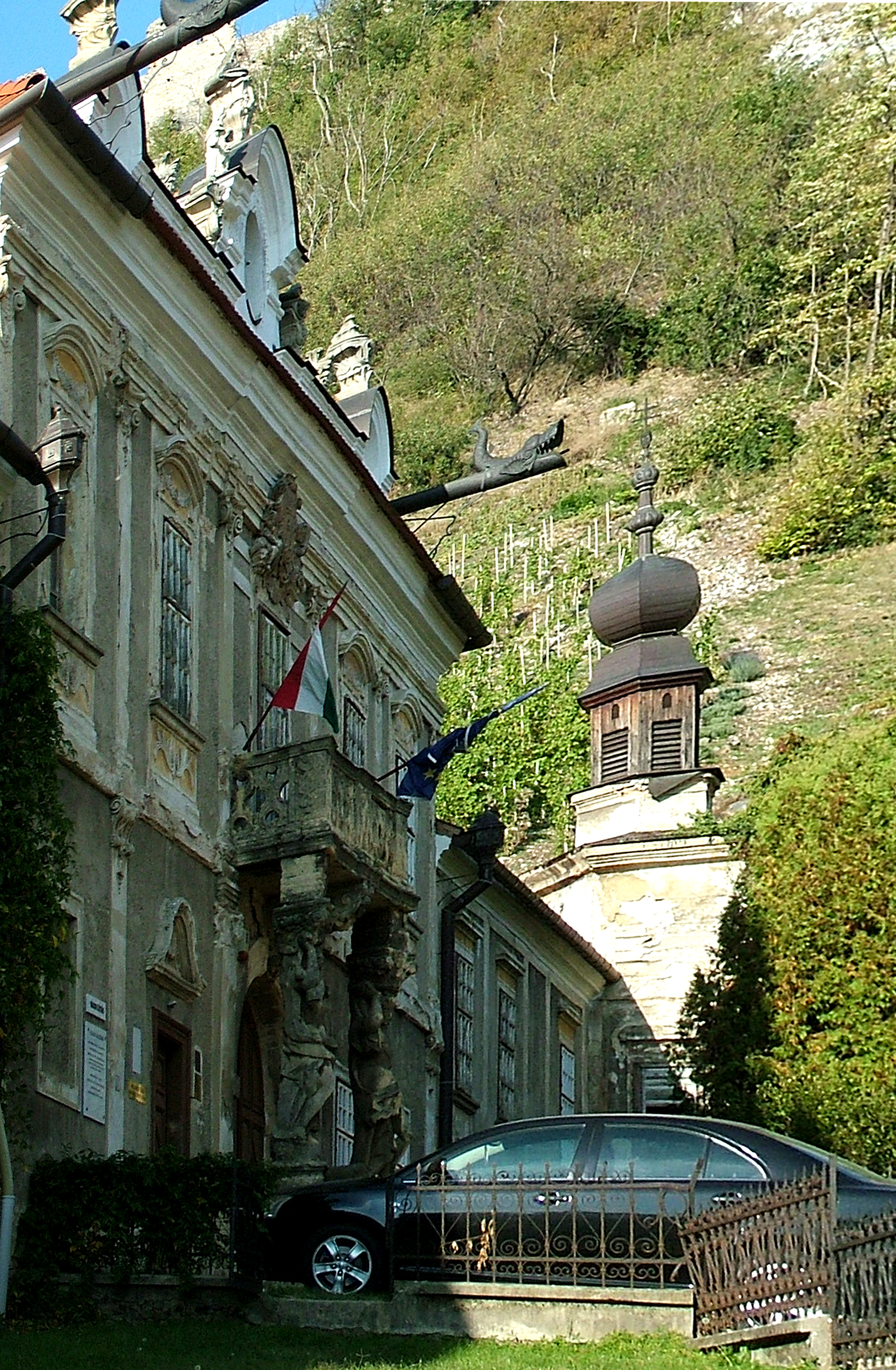
A püspöki palota főhomlokzata

## Története

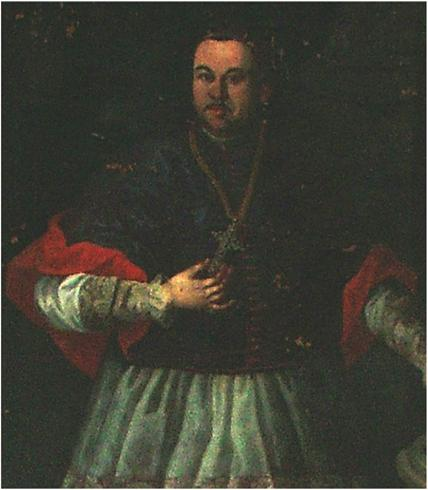
F.A. Maulbertsch (?): Padányi Bíró Márton

### Az építés előzményei
A török Magyarországról történt kiűzetése után a végváraknak és váralja településeiknek a jelentősége jószerével elveszett. Hasonló sors jutott osztályrészül Sümegnek is. A város újabb fellendülésére mintegy fél évszázad múlva kerülhetett sor, s ebben Padányi Biró Márton veszprémi püspöknek meghatározó szerepe volt.
A püspök nem szerette székhelyét, Veszprém várost, ahol rendszeres összeütközésbe került  a város protestáns lakosságával, olyannyira, hogy meglehetősen arrogáns modorát és  abszolutisztikus elképzeléseit a városi ellenzék  sorozatosan gáncsolta, keresztezte. Az volt az első elképzelése, hogy a kuruc-harcok megszűnte után lerombolt sümegi várat újjáépítteti és, mint egyházi fejedelmi várúr ide vonul vissza. Elképzelését azonban nem tudta megvalósítani, mert Mária Terézia késlekedett megadni ehhez az engedélyét.
A püspök akkor elhatározta, hogy a vár lábánál fekvő, a ferences templommal szemközti telken alakít ki kastélyt. 

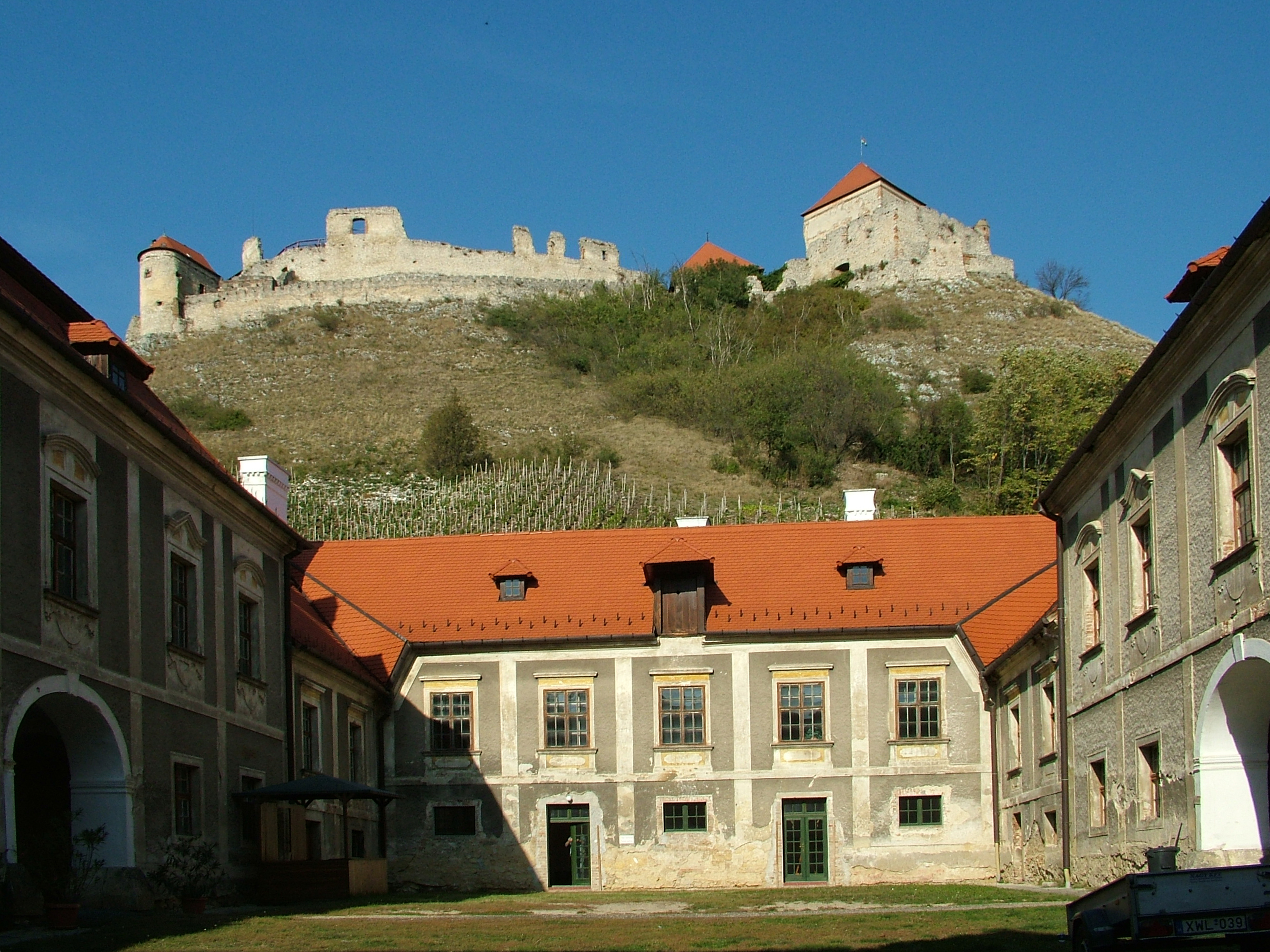
A palota belső udvara

### Építése
Az építkezést 1748 és 1755 között végezték el. A kinézett telken már állt egy korábban épített ház. Bíró püspök építészeket, kőfaragókat és stukatúrosokat hozatott, és a kastélyt a meglevő épület felújításával és az új épületbe szervezésével felépíttette. Az építkezésre és az épület berendezésére mintegy Bíró 100 000 forintot fordított. Pontosan nem ismerjük a tervező építész nevét, de több Bíró Márton által kezdeményezett építkezéseken részt vevő Tiethart József veszprémi építőmester jelenléte feltételezhető. Erre bizonyos sajátos stílusjelekből – stíluskritikai vizsgálatokkal – is következtetni lehet. Az épület kivitelezőinek feltételezett részesei: Paul Moiser püspöki kőműves, Antonio Orsatti stukóművész és Paul Wachtlender püspöki asztalos. Igényes építészeti alkotást hoztak létre, mely nemcsak a szűkebb helyi környezetben, de a magyarországi barokk művészet egészében is figyelemre méltó alkotásnak számít.

### Püspöki lakhely 1755-1775
A palotát az egymást váltó püspökök alig néhány évtizedig használták püspöki lakhelyül. 

### Alkalmi lakhely, lakatlan palota 1775-től
1775-re Koller püspök megépíttette a veszprémi püspöki palotát, attól kezdve a sümegi palotát a veszprémi püspökök csak bérmáláskor látogatták.  1875-ben - amikor Eötvös Károly az Utazás a Balaton körül című könyve alapjául szolgáló, barátaival tett utazásukkor meglátogatják, a palota már lakatlanul, üresen állt: Őrzését a Ranolder János veszprémi püspök által megbízott „félszemű kulcsárnő”, Juliánna asszony végezte, a könyvtár még tele volt könyvekkel. „A nagy terem közepén rendetlen halmokban hevertek az uradalmak gazdasági írásai, a korábbi püspököktől fölfelé sok századra [...] Termei konganak, mintha üresek volnának. Falak, padlók, szőnyegek ódon szaggal telvék. [...] Mintha barlangban volnál: úgy érzed magad a gazdátlan palotában.”

### Államosítás, diákszálló 1947-től
1947-ben a palota épületét államosították, a szocialista évtizedekben kollégiumnak, általános iskolának, technikumnak használták. Értékes freskóit lefestették, díszes termeit falakkal leválasztották, bútorzatát széthordták, állaga jelentősen lepusztult.

## Építészeti kialakítása
Az épület keleti szárnya, amely a vár lejtőjére támaszkodik, földszintes, tulajdonképpen a meglevő korábbi épület megtartása és átalakítása révén került beillesztésre (ma ennek a szárnynak a belső rekonstrukciója megvalósult, korabeli bútorokkal és a Sümegi Képtár képeivel díszítve megtekinthető).
Az épület külső megjelenése

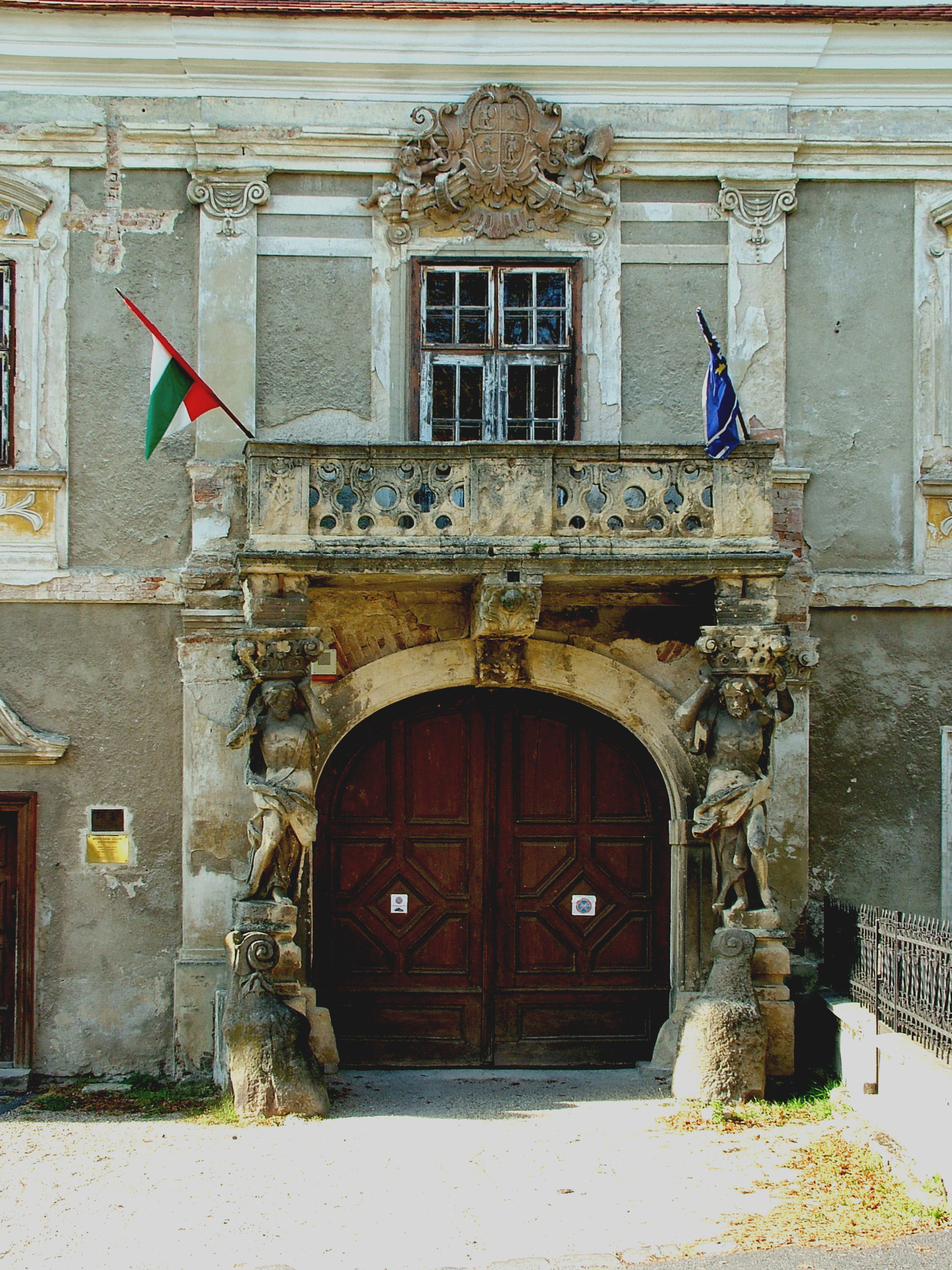
Sümeg: A romos középrizalit és kapu

A bejárat és a díszterem építészeti kiemelésére szolgáló középrizalit fél emelettel magasabb az oldalszárnyaknál. A homlokzat keleti sarkánál fazsindellyel fedett, hagymakupolás tornyocska épült. A nyugati sarkon kiugró fedett sarokerkély található. Ez a megoldás késő reneszánsz  építészeti megfogalmazásra utal. 
Az épület szinte dísztelen. Kis ablakokkal tagolt falait egyszerű, lizénák és sima párkányzat tagolja. A bejárati főrizalit ennél sokkal díszesebb. A párkányok erőteljesebb kiképzése a szélességi kiterjedést hangsúlyozza, s ennek következtében az épület a lomha terpeszkedés, kényelmesség benyomását kelti(Rados J.). A főrizaliton található öt ablak nagyobb a többinél és félköríves záródásúak, köztük tömör falpillérek helyezkednek el. A falmezőt – jellegzetes megfogalmazású - fenn jón, alul korinthoszi oszlopfők díszítik. Az ablakokat finoman mintázott stukkó virágfüzérek keretezik, a középső ablak fölött Bíró Márton címere helyezkedik el.  A főrizalit emeletsorát kettős párkányzat zárja le. A második párkány fölé attika-fal emelkedik, melyet két szélén kisebb, középütt nagyobb méretű vakablakokkal díszített félköríves oromzat díszíti. Ezen kőből faragott vázák és puttó-szobrok helyezkednek el.
Az épület legszebb része a kapuzat. Az egyszerű kapunyílást két oldalról egy-egy – magas bázisra állított – atlasz-szobor díszíti. A naiv kontraposztban mintázott alakok fejükön korinthoszi oszlopfőkkel, s ezekre támaszkodik a kisméretű pillérekkel és áttört közelemekből képzett és virágfüzérrel díszített mellvéd.
Az épületbelső kialakítása

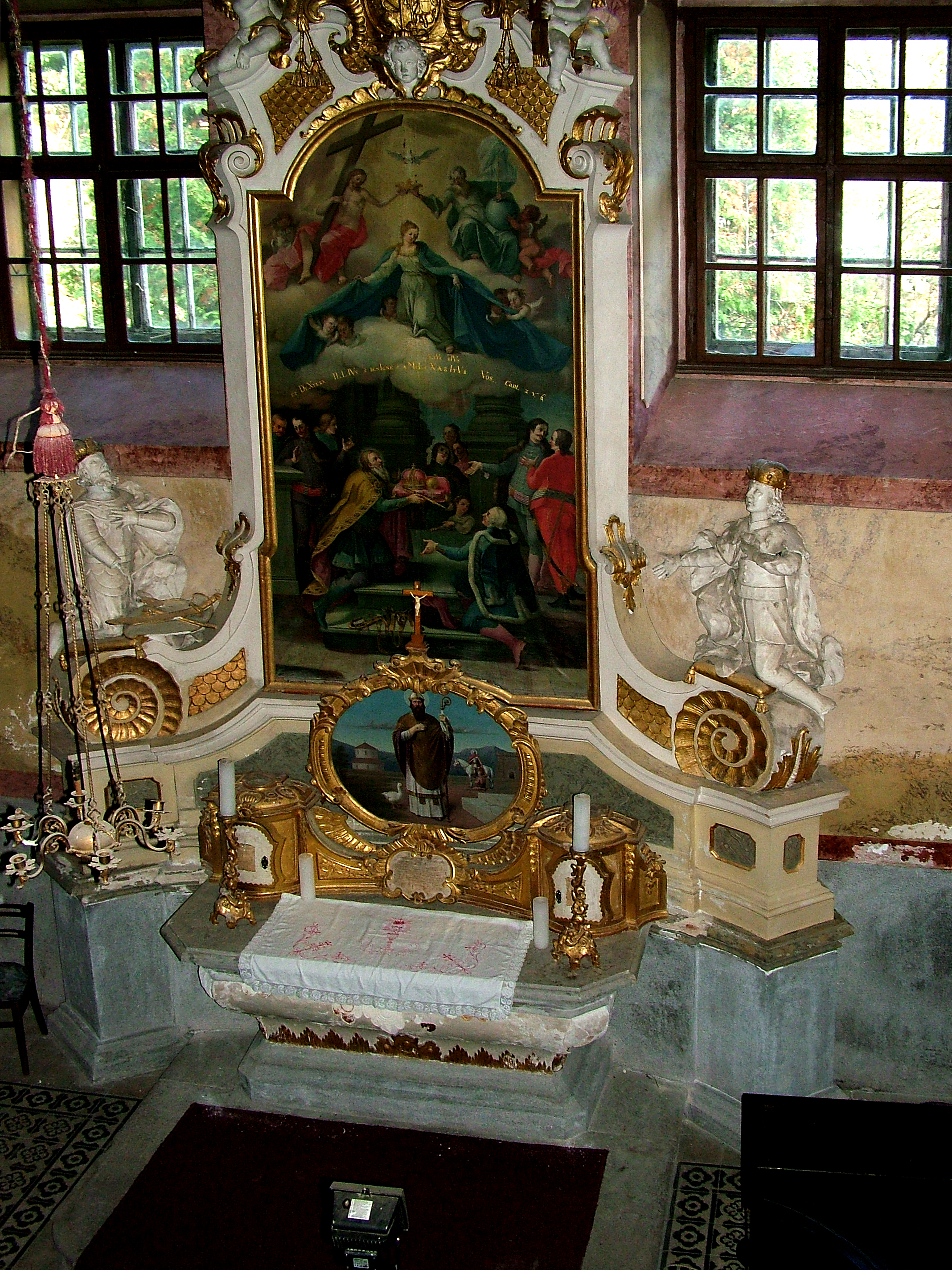
Sümeg: A palotakápolna

A belső kiképzés - keletkezési idő tekintetében - első eleme a bejárattól jobbra levő oldalfolyosóról nyíló, négyzetes alaprajzú kápolna. Ezt néhány márvány-pilaszter és egy oratórium díszíti. A mennyezeten találhatók Antonio Orsatti stukkói, amelyek a késő barokk művészet naturalisztikus felfogását képviselik, miközben helyenként népi elemek is megtalálhatók rajta (a homlokzati ornamentikus motívumokhoz hasonlóan). A két pilaszter által közrefogott oltárkép Szent Istvánt ábrázolja, amint a magyar szent koronát Máriának ajánlja. (A kép nincs szignálva, de az oldalfalakon levő, jelzett olajképek alapján Vogel Gergely óbudai festőmester alkotásának tekinthető, a mennyezet stukkódísszel keretezett, Tours-i Szent Márton (a püspök védőszentje) megdicsőülését ábrázoló mennyezetképpel együtt. A falakon levő négy olajfestmény Szent Márton életéből vett jeleneteket ábrázol. A képek, a főoltár kronosztikonja szerint 1750-ben keletkezhettek, s inkább tematikailag, mint művészetileg értékelhetők. 
A palotában eredetileg 31 lakószoba volt. Az erkélyes főrizalit első emeletén volt a díszterem (jelenleg zárva, restaurálásra vár). A díszterem eredeti freskói Somló, Tátika, Csobánc és Sümeg várait – valamint Bíró Márton püspökké avatásának jeleneteit ábrázolták. A freskók az idők folyamán - amikor a kastélyt diákszállónak alakították át, - elpusztultak: Ekkor a termet több szobára osztották. A díszterem falain helyezkedtek el valaha Bíró Márton képtárának legszebb darabjai. Ezek – a szép bútorzattal együtt - elkallódtak. 
A palota valamennyi termének mennyezetét finom színezéssel tagolt stukkók díszítették, amiből mostanra csak kevés maradt. A palota legszebb terme a könyvtárszoba  volt, amelynek bútorzatát a 19. századvégén az Iparművészeti Múzeum-ba szállították.
A falakat eredetileg nyolc beépített könyvszekrény (diófa furnírból és diófa intarziával, faragvánnyal díszítve) szegélyezte. A mennyezetet szegélyeiken falfestmények díszítik, amelyek a tudományok jelképei közt Bíró Mártont ábrázolják. 
A püspöki palota valaha gazdag bútorgyűjteményéből csak néhány bútor maradt meg (a jobb oldali szárny - Képtár részleg - szobáinak belső berendezése máshonnan származó, részben korabeli, részben modern bútorzat). Eltűntek a hajdani magas művészi színvonalat képviselő, a sümegi fazekasok által készített, klasszicista stílusú kályhák is.

## A püspöki palota művészeti értékelése
Az épületegyüttes építőművészeti értékelését Rados Jenő professzor a következőként összegzi:
„A püspöki nyaraló részleteinek sajátos alakításával és épülettömegeinek elrendezésével hazánkban társtalanul álló, rendkívül érdekes műemlék. Formatökélye mellett bájos provincializmus ömlik el a homlokzatán.”
Sümegi Képtár
A püspöki palota jobb oldali – legrégibb – szárnyában, az oldalfolyosó és a belőle nyíló helyiségsor a közelmúltban restaurálásra került. Berendezési tárgyai részben korabeli, máshonnan származó bútorok, továbbá falaikon került kiállításra a színvonalas – többé kevésbé századfordulós (19/20.) és 20. századelőből származó – festményekből álló képtár. Az oldalfolyosón került elhelyezésre a gyűjtemény grafikai anyaga. A palota – és a képtár - múzeumként látogatható, habár épülettömegének legnagyobb része - szinte romosan - még restaurálásra vár.

### A Sümegi Püspöki Palota felújítása a Nemzeti Kastélyprogram keretében
„A sümegi Püspöki Palota turisztikai funkcióbővítő fejlesztése” című projekt keretében 1.500.000.000 forint európai uniós (GINOP-7.1.1-15-2015-00003) valamint 319.880.007 forint értékű hazai forrásból újul meg. 
A kastély infrastrukturális fejlesztésének elemei:
A már korábban felújított homlokzattal rendelkező sümegi Püspöki Palota közel 1.500 négyzetméternyi belső területe újul meg a meglévő barokk építészeti részletek részleges rekonstrukciójával, az értékes falfestmények konzerválásával, így a palota a vendégek számára bejárhatóvá válik.
A palota vízszigetelési rendszere korszerűsítésre kerül, amelynek része a várhegy felől érkező csapadék és a rétegvizek elleni védelem kialakítása is.
Felújításra, bővítésre kerül a palota gyenge- és erősáramú-, valamint IT-hálózata, alkalmazkodva a modern kor követelményeihez és megfelelő hátteret biztosítva a kialakítandó attrakcióknak.
A fejlesztés keretében ajándékbolt kerül kialakításra, megújulnak a személyzeti és közönségforgalmi terek, valamint a vizesblokkok, amivel megteremtődnek a minőségi vendégfogadás körülményei. Az egykori konyha területén külső terasszal is rendelkező kávézó létesül, amelyhez rendezvények alkalmával az épület déli szárnyának közepén elhelyezkedő „sala terrena” különleges freskókkal díszített tere is hozzákapcsolható. A valamikori dézsmapince helyén borászati bemutató helyiség kerül kialakításra, amely akár múzeumpedagógiai foglalkozások megtartására is alkalmas lesz.
A program részét képezi a palota legépebben fennmaradt belső tere, a kápolna restaurálása, valamint az emeleten található gazdagon díszített könyvtárszoba és környezetének helyreállítása is.
Az egykori püspöki termek ugyancsak felújításra kerülnek, lehetővé téve a palota és mindenkori lakóinak történetét és életmódját, hétköznapjait és ünnepeit bemutató kiállítótér kialakítását. 
A kastély turisztikai fejlesztésének elemei: A sümegi Püspöki Palota „Tágra nyílt szemmel” című kiállításának vezérfonala egy 18. századi, 1750-es évekbeli történet, amelynek főszereplője a szenvedélyes püspök, Padányi Biró Márton, valamint a zseniális festő, Franz Anton Maulbertsch és különös, furcsa segédeinek „kalandja” Sümegen. Életük eseményei érzékletesen mesélnek egy alig ismert korszakról. Padányi Biró Márton az ellenreformáció korszakának emblematikus alakja, akinek fő műve a sümegi „néma prédikáció”, az általa építtetett plébániatemplomban megfestett freskómű, amely a rokokó festészet egyik legcsodálatosabb, nemzetközi kitekintésben is jelentős emléke. A kiállításban megjelenített, interaktív eszközökkel bemutatott freskó látványos részletei tanúskodnak a korszak emberének gondolkodásmódjáról, életszemléletéről. A kiállítás tervezői a két főszereplőt a legmélyebb részletekig megszemélyesítik. Tevékenységüket humoros, néhol groteszk módon animációs kisfilmekkel, képregényszerű illusztrációkkal jelenítik meg, máskor pedig a legmodernebb eszközökkel megvalósított beltéri vetítés (videomapping) segítségével tárják az érdeklődők elé. A palotában ugyancsak megtekinthető lesz Sümeg város „Nyolcak-gyűjteménye” is, a ma létező egyetlen állandó kiállítás az országban, amely a legjelentősebb magyar avantgárd művészcsoport tagjainak alkotásait mutatja be. A palota belső udvarában tervezett, a kiállítás tematikájához illeszkedő rendszeres esti épületvetítési programok különleges látványkapcsolatot létesítenek majd a sümegi várral, egyben a tartózkodási időt is megnyújtják. A Püspöki Palota központi elhelyezkedésének köszönhetően Sümeg város kulturális és közösségi élete megújult, multifunkcionális térrel gazdagodik.